# پژسمکی
پژسمکی (به لهستانی:  Przesmyki) یک روستا در لهستان است که در گمینا پژسمکی واقع شده‌است. پژسمکی ۶۷۰ نفر جمعیت دارد.